# Березовський (Панкрушихинський район)
Бере́зовський (рос. Берёзовский) — селище у складі Панкрушихинського району Алтайського краю, Росія. Адміністративний центр Залізничної сільської ради.

## Населення
Населення — 466 осіб (2010; 534 у 2002).
Національний склад (станом на 2002 рік):
- росіяни — 90 %